# 남자는 괴로워 48 - 토라의 장밋빛 인생
남자는 괴로워 48 - 토라의 장밋빛 인생(男はつらいよ 寅次郞 紅の花: Tora-san 48 The Final)은 일본에서 제작된 야마다 요지 감독의 1995년 코미디 영화이다. 아츠미 키요시 등이 주연으로 출연하였고 나카가와 시게히로 등이 제작에 참여하였다.

## 출연

### 주연
- 아츠미 키요시
- 바이쇼 치에코

### 조연
- 아사오카 루리코
- 요시오카 히데타카
- 고토 쿠미코
- 나츠키 마리
- 타나카 쿠니
- 시모조 마사미
- 미사키 치에코
- 다자이 히사오
- 마에다 긴